# 维拉梅
维拉梅（法語：Villamée，法語發音：[vilame]）是法国伊勒-维莱讷省的一个市镇，位于该省东北部，属于富热尔-维特雷区。

## 地理
维拉梅（48°27'39"N, 1°13'18"W）面积10.66 平方千米，位于法国布列塔尼大區伊勒-维莱讷省，该省份为法国西北部沿海省份，位于布列塔尼半岛东部，北濒大西洋，西接阿摩尔滨海省和莫尔比昂省，南至大西洋卢瓦尔省，西南端接曼恩-卢瓦尔省，东临马耶讷省，东北与芒什省接壤。
与维拉梅接壤的市镇（或旧市镇、城区）包括：勒沙特利耶、卢维涅迪代塞尔、梅莱、帕里涅、波耶、圣乔治德兰唐博。

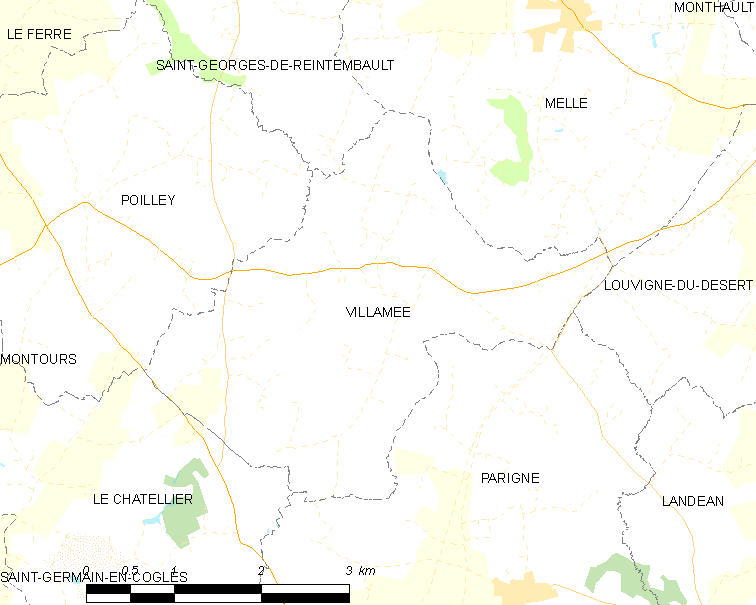
维拉梅的OSM定位图

维拉梅的时区为UTC+01:00、UTC+02:00（夏令时）。

## 行政
维拉梅的邮政编码为35420，INSEE市镇编码为35357。

## 政治
维拉梅所属的省级选区为富热尔第二县。

## 人口

1962-2008年间维拉梅人口变化图示

维拉梅于2022年1月1日时的人口数量为291人。